# Gustaaf Van Cauter
Gustaaf Van Cauter (Malines, 31 de març de 1948) va ser un ciclista belga que fou professional entre 1973 i 1974. Del seu palmarès destaca el Campionat del Món en contrarellotge per equips de 1971. Va participar en els Jocs Olímpics de 1972.

## Palmarès
- 1970
  - Vencedor d'una etapa al Tour de Namur
- 1971
  -  Campió del món en contrarellotge per equips (amb Gustaaf Hermans, Louis Verreydt i Ludo Van Der Linden)
  - Vencedor d'una etapa a la Volta a la RDA
- 1972
  - Vencedor d'una etapa a la Volta a Bèlgica amateur

### Resultats al Tour de França
- 1973. No surt (13a etapa)